# Microtitanethes licodrensis
Microtitanethes licodrensis är en kräftdjursart som beskrevs av Pljakic 1977. Microtitanethes licodrensis ingår i släktet Microtitanethes och familjen Trichoniscidae. Inga underarter finns listade i Catalogue of Life.